# Noosaville
Noosaville is een buitenwijk van Noosa in Queensland, Australië. Het ligt op vijf minuten rijden van Noosa Heads en ongeveer 120 km noordelijk van Brisbane.

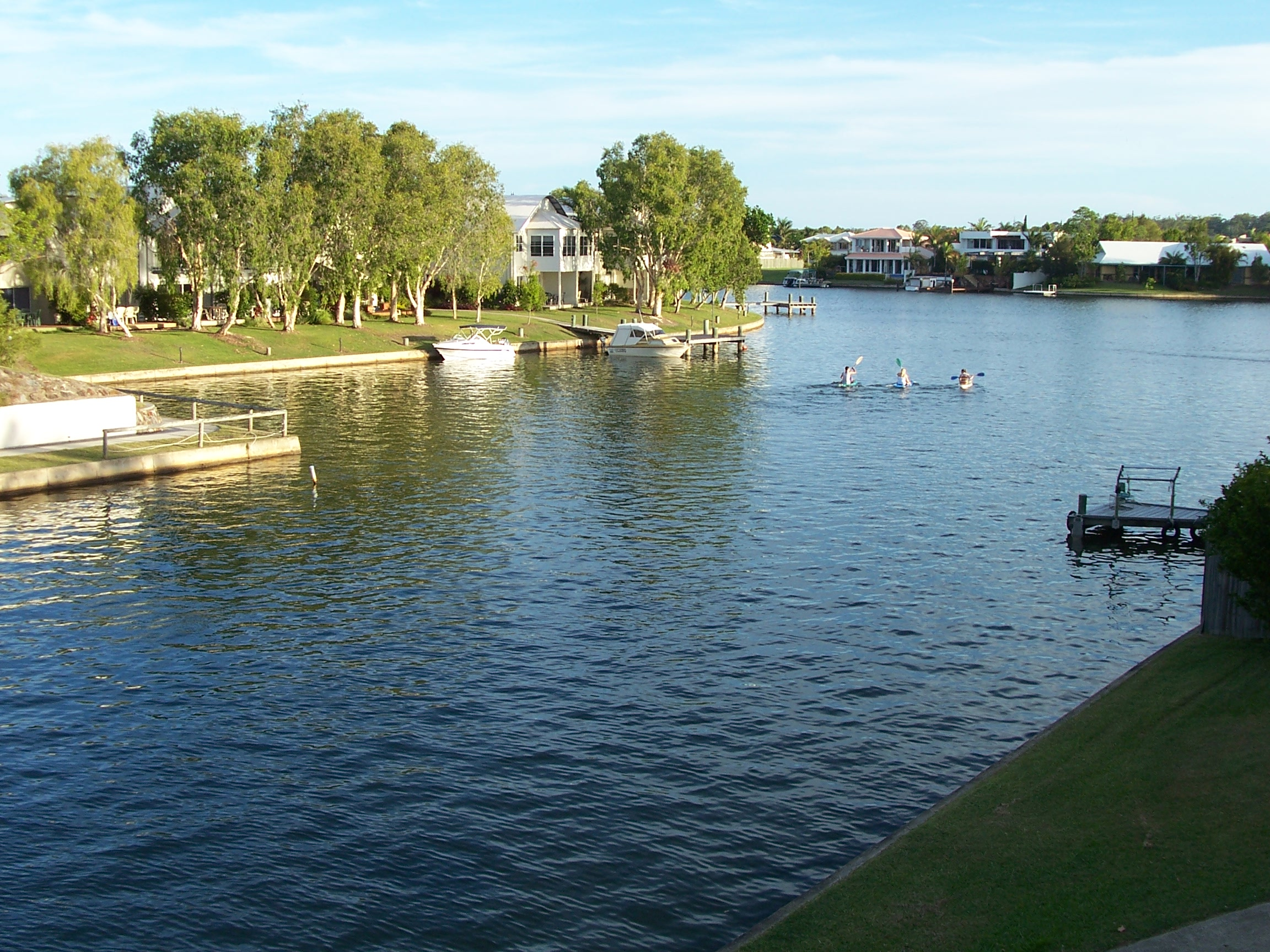
Kanaal uit de Noosa Waters

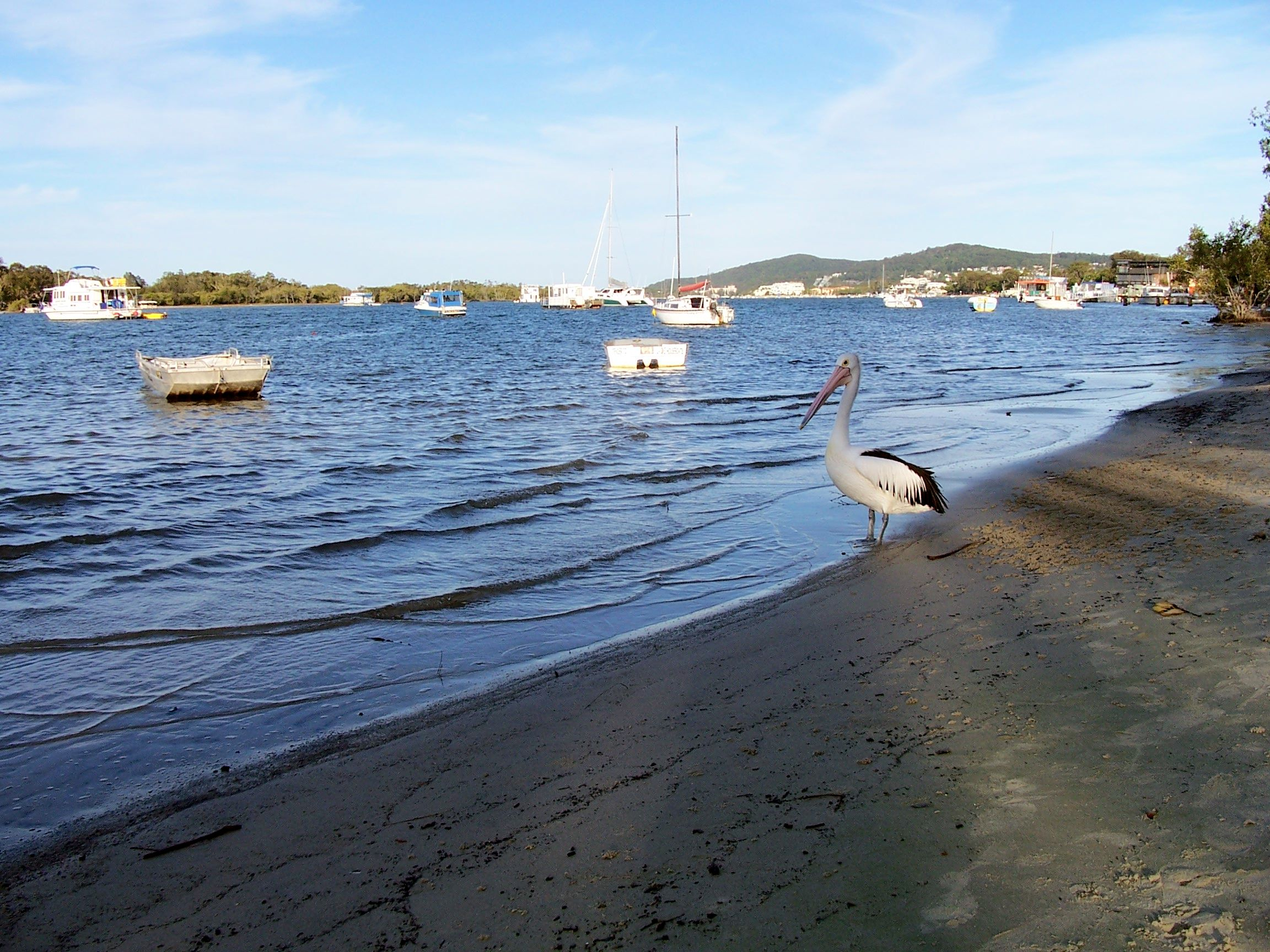
Pelikaan bij de rivier Noosa

Noosaville ligt aan de rivier Noosa en aan de zuidkust van de Laguna Bay. Onder de naam Noosa Waters wordt er een kanalenstelsel aangelegd (zie foto).
De waterrijke omgeving van Noosaville is geschikt om te zwemmen en voor watersport en hengelsport, en is daardoor ook in trek voor recreatie en toerisme. Het toerisme kwam in 1900 op vanuit Brisbane en Gympie, waardoor Noosaville eerst ook wel Gympie Terras genoemd werd. Tegenwoordig is het in trek bij toeristen uit de zuidelijke Australische staten en bij buitenlanders uit met name Europa. Het Noosa River Caravan Park staat op de erfgoedlijst van Queensland.